# Заблоцький Володимир Олегович
Володи́мир Оле́гович Забло́цький (5 лютого 1988 — липень 2022, Донецька область, Україна — український військовослужбовець, солдат Збройних сил України, учасник російсько-української війни. Кавалер ордена «За мужність» III ступеня (2023, посмертно), почесний громадянин міста Тернополя (2022, посмертно).

## Життєпис
Володимир Заблоцький народився 5 лютого 1988 року.
Загинув у липні 2022 року в ході російського вторгнення в Україну 2022 року на Донеччині. Похований 17 липня 2022 року.

## Нагороди
- орден «За мужність» III ступеня (9 січня 2023, посмертно) — за особисту мужність і самовідданість, виявлені у захисті державного суверенітету та територіальної цілісності України, вірність військовій присязі[2];
- почесний громадянин міста Тернополя (22 серпня 2022, посмертно)[3][4].